# Шоазьол (остров)
Шоазьол (на английски: Choiseul Island) е остров в Тихия океан, най-северният и 5-и по големина от 6-те големи острови в архипелага и от островната държава Соломонови острови. Дължината му от северозапад на югоизток е 153 km, ширината до 35 km, а площта – 2971 km².

## Географска характеристика
Остров Шоазьол е разположен в най-северната част на архипелага, като отстои на 97 km северозападно от остров Санта Изабел и на 90 km северно от остров Ню Джорджия. На север широкия 47 km проток Бугенвил го отделя от остров Бугенвил (съставна част на Соломоновия архипелаг, но е владение на Папуа Нова Гвинея). Югоизточно от него е разположен малкият остров Роб Рой. По цялото му протежение е разположен планински хребет с максимална височина угасналия вулкан Маетамбе (1067 m). Навсякъде покрай брега е разположена тясна (до 2 km) крайбрежна равнина. Изграден е от базалти, препокрити с варовици. Често явление са земетресенията и тропическите циклони. Климатът е тропичен, влажен, със средна годишна температура 26 – 32°С и годишна сума на валежите от 2540 до 5080 mm. Покрит е с гъсти и влажни, вечнозелени гори. През 2020 г. населението на острова е наброявало 36 720 души, което основно се занимава с тропическо земеделие (кокосови палми, какао, банани), дърводобив и риболов. Главно селище е градчето Товитови.

## Историческа справка
Остров Шоазьол е открит през месец април 1568 г. от испанския мореплавател Педро де Ортега, участник в плаването на Алваро де Менданя де Нейра в Тихия океан. През юни 1768 г. първият френски околосветски мореплавател Луи Антоан дьо Бугенвил открива вторично острова и го наименува в чест на тогавашния (1766 – 70) френски външен министър Етиен Франсоа, херцог дьо Шоазьол (1719 – 1785).